# Ga đường sắt Anak Bukit
Ga đường sắt Anak Bukit là một ga đường sắt Malaysia nằm tại và được đặt tên theo Anak Bukit, Alor Setar, Kedah.
Nhà ga này nằm gần Sân bay Sultan Abdul Halim, từ 5 đến 8 phút bằng taxi. Nhà ga nằm gần thị trấn của Jitra.